# Монкман, Фрэнсис
Эндрю Фрэнсис Кеннет Монкман (англ. Andrew Francis Kenneth Monkman; 9 июня 1949, Хампстед, Большой Лондон — 12 мая 2023) — британский рок-музыкант, автор песен, симфонических произведений и музыки к фильмам, основатель рок-группы Curved Air, один из самых технически оснащённых и творчески разносторонних представителей британского прогрессивного рока.

## Биография
Фрэнсис Монкман родился 9 июня 1949 года в Хэмпстеде, на севере Лондона, в музыкальной семье. Уже в раннем детстве он (благодаря родителям) стал завсегдатаем симфонических концертов, а на постановках опер Моцарта «Женитьба Фигаро» и «Дон Жуан» бывал многократно. Монкман-старший, помимо прочего, был активистом послевоенного движения «возрождения искусства XVIII века»: он лично знал мастера Хью Гофа (Hugh Gough), который специально для него изготовил уникальный клавикорд, по-прежнему хранящийся в коллекции Фрэнсиса.
Мальчик начал играть на фортепиано в возрасте 8 лет, но очень скоро его любимым инструментом стал клавесин. Затем появились интерес к органу и электрогитаре (вещью, впервые пробудившей в нём интерес к хард-року стала «Purple Haze» Джими Хендрикса). «Духовная связь» с фортепиано, по его словам, возникла много позже, окончательно оформившись лишь в 80-е годы, когда он начал исполнять на сольных концертах сонаты Бетховена.
Фрэнсис Монкман изучал музыку в Вестминстерской школе, позже — в Королевской музыкальной Академии, где получил Raymond Rusel Prize за виртуозную технику исполнения. По окончании Академии он стал членом камерного оркестра Академия Святого Мартина в полях.

### Sisyphus
В 1968 году Фрэнсис Монкман приобрёл первую электрогитару (Futurama) и через общего приятеля познакомился с Робертом Мартином. Вскоре к ним присоединился Флориан Пилкингтон-Микса (друг последнего) и трое начали репетировать. Их любимыми исполнителями в то время были Quicksilver Messenger Service, Savoy Brown, Хендрикс и Cream.
Однажды Монкман случайно разговорился в музыкальном магазине с парнем, который покупал что-то для своей скрипки: это был Дэррил Уэй. Последний привёл в группу знакомого пианиста по имени Ник Саймон: так сформировался состав Sisyphys, в котором Монкман взял на себя функции гитариста. Позже он вспоминал, что на Деррила и Ника огромное впечатление произвели первые записи Spirit: музыка последних, по его мнению, и стала определяющим влиянием для ранних Curved Air. В те же дни были написаны песни «Young Mother» (посвящение Жаклин Кеннеди, тогда называвшееся «Young Mother in Style») и «Screw». Весь репертуар Sisyphus был оригинальным и, по воспоминаниям Монкмана, весьма интересным, однако, ни одной записи тех дней не сохранилось.

### Curved Air
Поздней осенью 1969 года знакомая девушка из камерного оркестра «Академия Св. Мартина» сообщила Монкману, что Галт Макдермотт (автор музыки м продюсер мюзикла Hair) пишет продолжение и ищет аккомпанирующую группу. Монкман впоследствии так вспоминал этот момент:

Конечно, пьеса, «Who the Murderer Was?», на «Hair» была ничуть не похожа, но в ней были милые кусочки, да и финальную часть я до сих пор помню. Появился хороший шанс использовать гитарный фузз в оркестровой аранжировке. Это было нечто новое: Робин Трауэр был первым кто сделал такое, в Procol Harum. Музыка была записана в студии Lansdowne. Джордж Мартин, очевидно, посчитал, что Роб и Флориан — «не профи», поэтому на их место пригласил сессионных музыкантов. На ударных сыграл легендарный Фил Симан (наставник Джинджера Бейкера). Его снесли в студию, усадили за установку, а после того, как он безупречно всё отыграл, вынесли обратно наверх. Никогда ничего подобного виидеть мне больше не приходилось. Мне позволили сыграть партию второй гитары, — Фрэнсис Монкман.Оригинальный текст (англ.)Of course the play, "Who the Murderer Was?" was nothing like Hair, but there were some nice things in it -- the final playout I can still remember, it was a good chance to use fuzz (I use the word loosely) guitar on an arranged melody (that was quite new then, Robin Trower was probably the first, with Procol). There was a recording made of the music, at Lansdowne Studios. George Martin obviously figured Rob and Florian weren't "pros" and got session players. The legendary Phil Seaman was on drums (Ginger Baker's teacher). He was carried down the stairs, into the studio, onto his drum stool, played immaculately, and was carried out again, never seen anything quite like it. I was allowed in on 2nd guitar.
Фрэнсис Монкман не только был поклонником творчества композитора-минималиста Терри Райли, но и сам принял участие в лондонской премьере его «In C» (1968). В честь своей любимой композиции композитора «A Rainbow in Curved Air» он и предложил назвать группу. Одна из первых песен Монкмана, «Propositions», возникла как воплощение идеи — «соединить энергичный рок с импровизациями в духе Райли». С новой вокалисткой группы Соней Кристиной (введённой в состав по предложению менеджера Марка Ханау) у Монкмана возник авторский союз: она писала тексты к его композициям («Proposition», «It Happened Today», «What Happens When You Blow Yourself Up»), но при этом ориентировалась на им формулировавшиеся основные идеи.
Три первых альбома Curved Air, записанные при непосредственном участии Монкмана (согласно All Music Guide), «навсегда обеспечили группе место в анналах прогрессивного рока». Однако, уже к началу работы работы над вторым из них в составе наметились творческие разногласия («Мы с Дэррилом уважали вклад друг друга, но не соглашались практически ни в чём», — вспоминал Монкман). Сам он, по собственному признанию, постоянно находился на грани нервного срыва, не мог пользоваться в метро, где боялся шума, трижды в неделю ходил на прием к невропатологу.

К моменту начала работы над Phantasmagoria группа напоминала неподъёмную гору, перед которой спасовал бы сам Сизиф… Помню момент, когда Клиффорд Дэвис, наш менеджер (сменивший Марка Ханау) принялся перечислять все действия, которые нам следовало произвести — только ради того, чтобы свести концы с концами. Мы чувствовали себя выжженными дотла… И вот, в разгар всех этих кризисов, где же мы очутились? В «Фантасмагории»! Идея, вообще-то, была недурна, да и стихотворение Льюиса Кэрролла мне всегда нравилось. Но недавно, прослушав альбом, я подумал: какая удивительно точная иллюстрация того бедственного положения, в котором мы оказались! — Фрэнсис Монкман.
После этого группе, по словам Монкмана оставалось — либо исчезнуть, либо «переосмыслить» себя в рамках AOR, последовав примеру Fleetwood Mac. «Я рад, что мы не пошли по второму пути: по крайней мере остались в истории как истинно андеграундный бэнд», — говорил он. Однако в 1974 году компания Chrysalis Records подала на группу в суд, обвинив её в нарушении условий контракта. На помощь последней пришли Стюарт Копленд и его брат-бизнесмен Майлз с «пакетом турне+запись». Монкман говорил:

Как бы то ни было, я рад, что мы записали «Curved Air Live», альбом не так уж плох. Но как бы хорош он ни был, всё равно, несравним с воспоминаниями о наших лучших, ранних днях… В конце 1970 года, только выходя на взлёт, мы и дали свои самые лучшие концерты. Хотя, справедливости стоит заметить, что никогда никого не разочаровывали, в этом я совершенно уверен. Но продолжать было невозможно, это грозило застоем. Поэтому я снова ушёл из группы.
Ричи Блэкмор предложил Фрэнсису Монкману войти в состав Rainbow, но тот, незадолго до этого женившийся, мечтал о спокойной домашней жизни и поэтому предложение отклонил.

### Сольная карьера
После ухода из Curved Air Монкман работал сессионным музыкантом — в числе прочих, с Кейт Буш, Полом Николасом, Дэвидом Эссексом, Аланом Парсонсом и Стивом Харли), гастролировал в 1977 году с The Shadows. Он выступал с концертами симфонической музыки в Ройал Алберт холле и Палатах Персела, исполнил «Fandango» Солера в Queen Elizabeth Hall (в сопровождении фламенко-гитариста Хуана Мартина).
В середине 1970-х годов Джон Уильямс, специалист по классической гитаре, пригласил Монкмана к участию в записи своего альбома «Travelling». Позже они образовали Sky — группу, в состав которой вошли также Херби Флауэрс, Кевин Пик и Тристан Фрай. Помимо этого он участвовал в работе над альбомами Renaissance, Эла Стюарта, Alan Parsons Project, а также в 801, проекте Брайана Ино. Независимо от последнего (создавшего «Музыку для аэропортов») Монкман в какой-то момент начал создавать то, что называл «музыкой для библиотек». Позже Херби Флауэрс в шутку назвал Sky «легализацией библиотечной музыки».
В числе наиболее известных работ Монкмана позднего времени — музыка к английскому фильму «The Long Good Friday» и сюита The Achievements Of Man (из альбома Energism), использованная в качестве основной темы в детской телепрограмме BBC «Think Again».

## Дискография

### Curved Air
- Airconditioning (1970)
- Second Album (1971)
- Phantasmagoria (1972)

### Сольные альбомы
- Energism (WEA, 1980)
- Dweller on the Threshold (Maya, 1981)
- The Long Good Friday (Silva Screen, 1981)
- 21st Century Blue (Voiceprint, 2001)
- Jam (Voiceprint, 2003)[6]

## Программирование
В 2000 году написал программу под Windows для игры в алтайские шашки.